# Wilhelm Teuffel

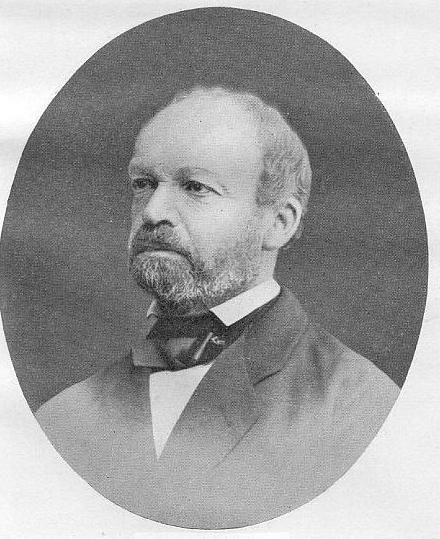
Wilhelm Siegmund Teuffel.

Wilhelm Siegmund Teuffel, född den 27 september 1820 i Ludwigsburg, död den 8 mars 1878 i Tübingen, var en tysk filolog.
Teuffel, som var professor i klassisk filologi vid universitetet i Tübingen, översatte och tolkade Persius, Juvenalis, Tibullus med flera latinska skalder, skrev litterära monografier över bland andra Horatius, Sallustius
och Tacitus, utgav textupplagor av grekiska dramer med mera och är mest känd genom Geschichte der Römischen Literatur (1868-70; 5:e upplagan utgiven av Schwabe 1890).